# 阿拉莫 (內華達州)
阿拉莫（英語：Alamo）是位於美國內華達州林肯縣的普查規定居民點。

## 歷史
阿拉莫的郵局自1905年營運至今。

## 人口
根據2020年美國人口普查的數據，阿拉莫的面積為16.45平方千米，皆為陸地。當地共有人口785人，而人口密度為每平方千米47.72人。